# طنان (طائر)

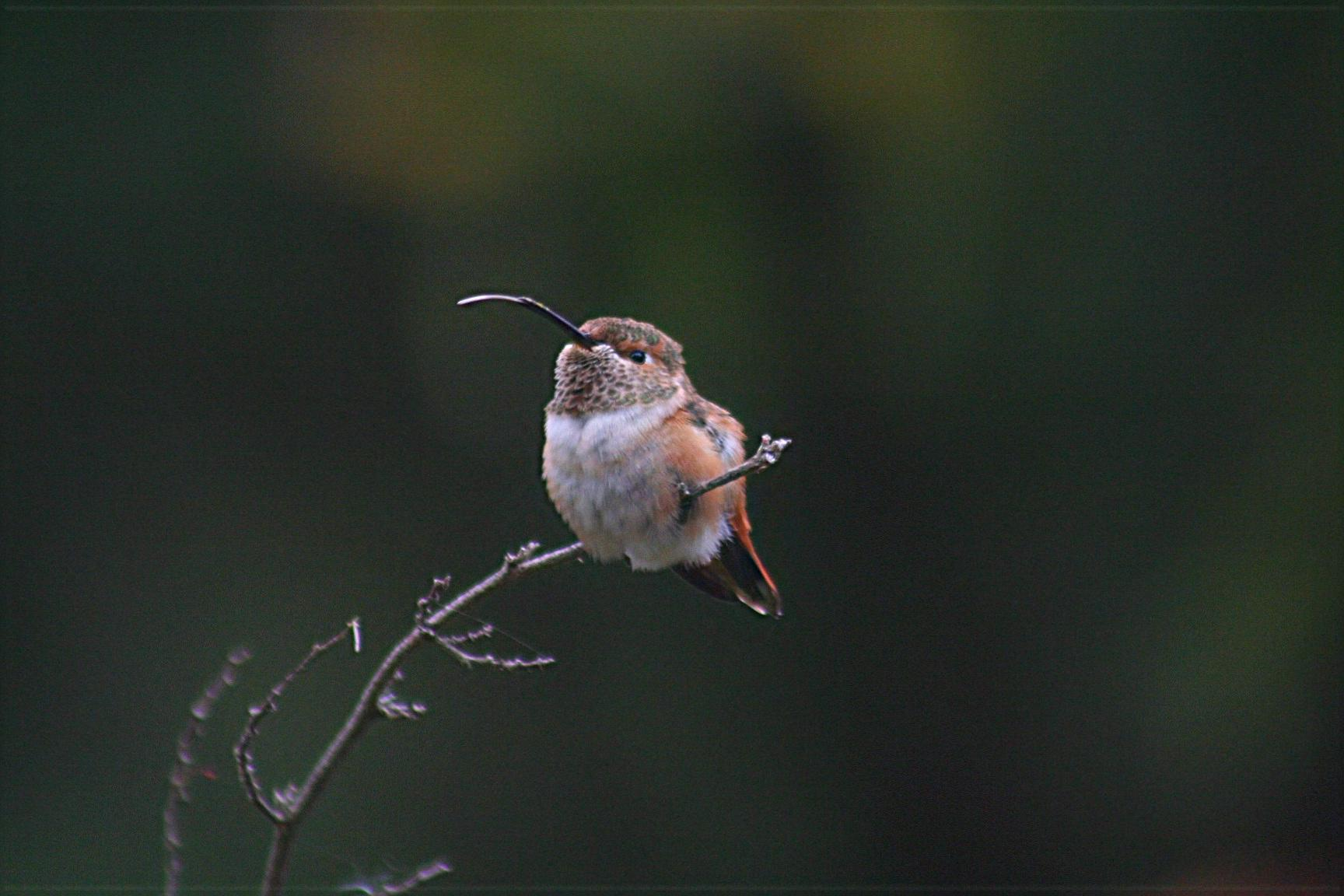
الطائر الطنان

طائر الطنان أو الطنون (بالإنجليزية: Hummingbird)‏ هو اسم لفصيلة من الطيور صغيرة الحجم يوجد منها أكثر من 300 نوع في العالم تعيش في الأمريكتين، ومن أشهر طيور هذه العائلة طائر النحلة الطنان الذي يعتبر أصغر طائر على وجه الأرض فيبلغ وزنه 1.8 جرام وطوله 5 سنتيمترات، بحيث أن الضفادع تأكلها لظنها أن هذه الطيور هي مجرد حشرات. اشتق اسمها من صوت ضربات أجنحتها السريعة والتي تصل إلى حوالي 80 ضربة/ثانية وفي موسم التزاوج إلى 200 ضربة في الثانية.

## المظهر
يبلغ طول أطول الطيور الطنانة 21 سنتيمتر ويتواجد في في جبال الأنديز وأصغر أنواعها هو طائر النحلة الطنان، وموطنه كوبا ويبلغ طوله 5 سم فقط.

## التغذية
تقتات طيور الطنان على رحيق الأشجار والحشرات الصغيرة. ومن أعداء هذه الطيور: الصقور والغربان.

## الديناميكا الهوائية للطيران
سميت هذه الطيور بالطنانة نسبة إلى الطنين الذي تصدره من أجنحتها، التي تتحرك بمعدل يتراوح بين 60 و 70 حركة في الثانية الواحدة لدى أصغر الأنواع. ولهذا الطائر ميزة هي أنه يستطيع الطيران إلى الخلف على عكس الشائع في الطيور وهو الطيران للأمام. والجدير بالذكر، أن الحركة الديناميكية للأجنحة تمكنه بتكوين قوة رفع عند حركة الجناح من الأعلى إلى الأسفل والعكس، ويكمن السر في مفصل الجناح القابل للالتواء.

## الانتشار
يعيش الطائر الطنان في النصف الغربي من الكرة الأرضية وتوجد هذه الطيور حيثما وجدت الأزهار ذات الرحيق. يتركز وجود معظم أنواع الطائر الطنان بين دائرة عرض 10 شمالي وجنوبي خط الاستواء.
وتقيم معظم أنواع هذه الطيور بشكل دائم في أماكن وجودها على مدار السنة.